# Lilly Aspell
Lilly Aspell, född 23 oktober 2007 i Kilmarnock, är en brittisk skådespelare.
Aspell har bland annat medverkat i filmerna Wonder Woman 1984, Retribution och Hanzel & Gretel: After Ever After.

## Filmografi (i urval)
- 2020 – Wonder Woman 1984
- 2021 – Hansel & Gretel: After Ever After
- 2023 – Retribution
- 2024 – Here